# Phyllophaga baraguensis
Phyllophaga baraguensis är en skalbaggsart som beskrevs av Chapin 1932. Phyllophaga baraguensis ingår i släktet Phyllophaga och familjen Melolonthidae. Inga underarter finns listade i Catalogue of Life.